# Кмет (титула)
Кмет (енгл. Alderman), звање и служба сеоског старешине у Србији у 18. и 19. веку. У време турске власти (до 1815) само почасна титула за угледније сељаке, у време Кнежевине Србије (1815-1882) кметови су постали извршни органи (старешине) локалне самоуправе - сеоских и градских општина, које су бирале општине, а потврђивала државна власт. Ова титула веома је блиска по значењу и дужности звању градског већника у неким европским државама (Немачка, Велика Британија) или шерифа у САД.

## Дефиниција
У првом издању Српског рјечника (1818), Вук Караџић дефинише реч кмет као сеоски старешина и преводи је немачком речју за општинског већника и латинском фразом угледан земљорадник (лат. honestus agricola).

## Служба
У првом издању Рјечника, Вук кратко наводи да су у сваком селу у Србији била по два, а у већим и по 3-4 кмета, са којима се, као сеоским старешинама, сеоски кнез морао о свему договарати. Такође се под речу кметовати наводи да је дужност кмета било одсецање потре, тј. процењивање штете коју туђа стока учини на нечијем пољу, и коју је морао да надокнади власник стоке.
У другом издању Српског рјечника (1852), појам кмета је далеко опширније дефинисан, и наглашава се разлика између кметова у Србији, који су сеоске старешине, кметова у Црној Гори, који су изабране судије за неки спор, и кметова у Босни, који су зависни сељаци турских читлуксахибија. Наводи се да су у Србији у турско време кметови били знатнији сељаци: ко је био поштенији и паметнији, а нарочито речитији од осталих сељака, тај је био сеоски кмет, и нико га није могао ни закметити ни раскметити. Кметови су се скупљали на договоре о сеоским, кнежинским и нахијским пословима, и у име села подносили су молбе и одговарали турским властима. Такође су понекад судили сељацима када би их парничари позвали, обично кад се дели породица (тј. кад се чланови задруге одељују, па деле имовину) или кад нечија стока потре (оштети) туђу летину.
У време кнеза Милоша Обреновића, кметове је почела постављати државна власт, тако да је свака општина имала по неколико (најчешће 3) кметова, од којих је један био најстарији - главни кмет. Кметови су се састајали у општинској судници и судили сељацима за ситне преступе, а оне парничаре које не би могли да намире (задовоље) слали би нахијском (окружном) суду. Осим тога, кметови су скупљали и предавали порез, објављивали и извршавали наредбе виших власти. Кметови су могли казнити мање кривице са до 10 батина (1852) и одређивали су људе из села на државне и општинске послове. Кметови су за своју службу примали плату, која је 1852. износила по цванцик (4 гроша - 1 динар и 60 пара) од сваке пореске главе у општини (ова се сума делила на све кметове, колико их је било).

## Историја

### Први закон о општинама (1839)
Први закон о српским општинама издао је 17. јуна 1839. кнез Милош Обреновић, на основу устава из 1838. По том закону, главна власт у општини био је примирителни суд, састављен од главног кмета и два помоћника. Општински суд истовремено је вршио судску (судећи за мање кривице и спорове) и полицијску власт. Сваки општински суд имао је своју судницу, апсану и тзв. мацке - место за извршавање телесних казни, углавном батинање. Општински суд био је подчињен окружном суду (у вршењу судске власти) и среском начелнику (у вршењу полицијске власти) и био је помоћни орган државног судства и државне полиције. Уз то, примирителни суд решавао је и локалне општинске послове у договору са општинским одборницима (тзв. општинари). Чланове суда и општинског одбора бирао је општински збор (тј, сви чланови општине), али њихова служба није била временски ограничена. У пракси, чланови општинског суда могли су бити смењени одлуком министра унутрашњих дела или судском пресудом (по тужби среског начелника или целе општине). Општина је убирала одређене приходе (од такси на касапнице, кантаре, механе, дућане и вашаре, као и од ванредног општинског приреза), али је за њихово трошење морала тражити дозволу виших власти (од 1853). У пракси, најчешће је сва власт била је у рукама главног кмета, докле год је овај радио у договору са среским начелником, што је омогућавало неконтролисане злоупотребе.

### Други закон о општинама (1866)
Други закон о општинама донео је кнез Михаило Обреновић 24. марта 1866. и он је остао на снази све до доношења устава из 1888. Овај закон установио је општински збор (сви пунолетни чланови општине који плаћају грађански данак - у варошима цео од 6 талира, а у селима и делимичан) који је бирао чланове општинског одбора на 4 године (међу члановима збора који су имали непокретног имања). Општински одбор управљао је општинским буџетом, одређивао прирезе и надзирао општински суд, чије је чланове могао тужити вишим властима. Општински суд чинили су један кмет као председник и два члана, изабрани на неодређено време: у варошима их је бирао општински одбор, а у селима нарочити повереници. Избор чланова суда потврђивао је срески начелник, а избор кмета окружни начелник, изузев кметова у окружним варошима, које је потврђивао министар унутрашњих дела. Овим законом формално је задржано изборно право и самоуправа у општинама, али су општинске власти потпуно потчињене среским и окружним начелницима, који су имали право да присуствују општинским зборовима, поништавају одлуке општинских одбора и судова и да смењују чланове општинског суда под изговором државних интереса. Уз то, једном изабрани, кметови су били независни од својих бирача, и у пракси су зависили само од среских и окружних начелника.
У пракси, закон из 1866. свео је општинску самоуправу на непосредну локалну полицијску власт, на подређени орган среског начелника, преко кога овај одржава ред и спроводи законе на локалном нивоу.